# Llista de les banderes de Portugal
Aquesta és una llista que conté les diferents banderes que s'utilitzen o s'han utilitzat a la República portuguesa.

## Bandera nacional
| Bandera             | Data          | Ús               | Descripció |
| ------------------- | ------------- | ---------------- | --- |
| Bandera de Portugal | 1911–avui dia | Bandera nacional | Rectangle dividit verticalment en dues parts. La de l'esquerra de color verd i ocupant les 2/5 parts i la de la dreta de color vermell i ocupant les 3/5 parts restants. Just sobre la partició de les dues franges incorpora l'escut nacional. |

### Històriques
| Bandera                                                   | Data      | Ús                                                        | Descripció                                                                                               |
| --------------------------------------------------------- | --------- | --------------------------------------------------------- | --- |
| Bandera de Portugal (1830-1910)                           | 1830-1910 | Bandera nacional                                          | Camp bicolor vertical de blau marí i blanc amb l'escut al centre.                                        |
| Bandera del Regne Unit de Portugal, el Brasil i l'Algarve | 1816–1826 | Bandera del Regne Unit de Portugal, el Brasil i l'Algarve | Camp blanc amb l'escut del regne al centre. També utilitzada com a estendard del rei Joan VI de Portugal |

### Propostes de bandera nacional
| Bandera               | Data | Ús                           | Descripció                                                    |
| --------------------- | ---- | ---------------------------- | ------------------------------------------------------------- |
| Bandera proposta 1910 | 1910 | Proposta de bandera nacional | Primer projecte de la comissió oficial, 29 d'octubre de 1910. |
| Bandera proposta 1911 | 1911 | Proposta de bandera nacional | Proposta d'António Rigaud Nogueira, 1911.                     |
| Bandera proposta 1911 | 1911 | Proposta de bandera nacional | Proposta de J. S. Ferreira, 1911.                             |
| Bandera proposta 1911 | 1911 | Proposta de bandera nacional | Proposta d'António Augusto Macieira, 1911.                    |
| Bandera proposta 1911 | 1911 | Proposta de bandera nacional | Proposta de Joaquim Augusto Fernandes, 1911.                  |
| Bandera proposta 1911 | 1911 | Proposta de bandera nacional | Proposta de Duarte Alves Gomes Leal, 1911.                    |
| Bandera proposta 1911 | 1911 | Proposta de bandera nacional | Proposta d'Alexandre Fontes, 1911.                            |
| Bandera proposta 1911 | 1911 | Proposta de bandera nacional | Proposta d'Alfredo Pinto da Silva, 1911.                      |
| Bandera proposta 1911 | 1911 | Proposta de bandera nacional | Proposta d'António Arroio, 1911.                              |
| Bandera proposta 1911 | 1911 | Proposta de bandera nacional | Proposta de Carvalho Neves, 1911.                             |
| Bandera proposta 1911 | 1911 | Proposta de bandera nacional | Proposta de Guerra Junqueiro, 1911.                           |

### Propostes per les Províncies d'ultramar
| Bandera                                         | Data | Ús                                           | Descripció                                                                      |
| ----------------------------------------------- | ---- | -------------------------------------------- | ------------------------------------------------------------------------------- |
| Bandera d'Angola (1965 proposta)                | 1965 | Proposta de bandera per Angola               | Bandera nacional amb l'escut per Angola al quarter inferior dret.               |
| Bandera de Cap Verd (1965 proposta)             | 1965 | Proposta de bandera per Cap Verd             | Bandera nacional amb l'escut per Cap Verd al quarter inferior dret.             |
| Bandera de l'Índia portuguesa (1965 proposta)   | 1965 | Proposta de bandera per l'Índia portuguesa   | Bandera nacional amb l'escut per l'Índia portuguesa al quarter inferior dret.   |
| Bandera de la Guinea Portuguesa (1965 proposta) | 1965 | Proposta de bandera per la Guinea Portuguesa | Bandera nacional amb l'escut per la Guinea Portuguesa al quarter inferior dret. |
| Bandera de Macau (1965 proposta)                | 1965 | Proposta de bandera per Macau                | Bandera nacional amb l'escut per Macau al quarter inferior dret.                |
| Bandera de Moçambic (1965 proposta)             | 1965 | Proposta de bandera per Moçambic             | Bandera nacional amb l'escut per Moçambic al quarter inferior dret.             |
| Bandera de São Tomé i Príncipe (1965 proposta)  | 1965 | Proposta de bandera per São Tomé i Príncipe  | Bandera nacional amb l'escut per São Tomé i Príncipe al quarter inferior dret.  |
| Bandera del Timor Portuguès (1965 proposta)     | 1965 | Proposta de bandera pel Timor Portuguès      | Bandera nacional amb l'escut pel Timor Portuguès al quarter inferior dret.      |

## Regions autònomes
| Bandera               | Data          | Ús      | Descripció |
| --------------------- | ------------- | ------- | --- |
| Bandera de les Açores | 1979-avui dia | Açores  | Basada en la bandera utilitzada a partir del 1830 però en les proporcions de la bandera actual, 2/5 de blau marí i 3/5 de blanc. Sobre la divisió hi trobem nou estrelles daurades de cinc puntes formant un arc de mig punt sobre un astor daurat de disseny naturalista, amb les ales esteses. El quarter superior esquerre conté l'escut portuguès. |
| Bandera de Madeira    | 1978-avui dia | Madeira | Camp dividit en tres franges verticals d'igual amplada; les dues dels extrems són de color blau, i la central de color groc. Sobre aquesta franja s'hi afegeix la creu de l'Orde de Crist en vermell i blanc. |

## Municipals
Relació de banderes de les capitals de districte, per a veure la resta cal consultar l'article principal.
| Bandera                     | Data       | Ús                                               | Descripció                                                              |
| --------------------------- | ---------- | ------------------------------------------------ | ----------------------------------------------------------------------- |
| Bandera d'Aveiro            |            | Aveiro (districte d'Aveiro)                      | Bandera gironada de blanc i vermell amb l'escut de la ciutat al centre. |
| Bandera de Beja             |            | Beja (districte de Beja)                         | Bandera gironada de vermell i negre amb l'escut de la ciutat al centre. |
| Bandera de Braga            |            | Braga (districte de Braga)                       | Bandera gironada de groc i blau amb l'escut de la ciutat al centre.     |
| Bandera de Bragança         |            | Bragança (districte de Bragança)                 | Bandera gironada de blau i groc amb l'escut de la ciutat al centre.     |
| Bandera de Bragança         |            | Castelo Branco (districte de Castelo Branco)     | Bandera gironada de blanc i negre amb l'escut de la ciutat al centre.   |
| Bandera de Coimbra          |            | Coïmbra (districte de Coïmbra)                   | Bandera gironada de morat i groc amb l'escut de la ciutat al centre.    |
| Bandera d'Évora             |            | Évora (districte d'Évora)                        | Bandera gironada de groc i vermell amb l'escut de la ciutat al centre.  |
| Bandera de Faro             |            | Faro (districte de Faro)                         | Bandera gironada de blanc i vermell amb l'escut de la ciutat al centre. |
| Bandera de Guarda           |            | Guarda (districte de Guarda)                     | Bandera gironada de blanc i vermell amb l'escut de la ciutat al centre. |
| Bandera de Leiria           |            | Leiria (districte de Leiria)                     | Bandera gironada de blanc i vermell amb l'escut de la ciutat al centre. |
| Bandera de Lisboa           | segle XIII | Lisboa (districte de Lisboa)                     | Bandera gironada de blanc i negre amb l'escut de la ciutat al centre.   |
| Bandera de Portalegre       |            | Portalegre (districte de Portalegre)             | Bandera gironada de groc i negre amb l'escut de la ciutat al centre.    |
| Bandera de Porto            |            | Porto (districte de Porto)                       | Bandera gironada de blanc i verd amb l'escut de la ciutat al centre.    |
| Bandera de Santarém         |            | Santarém (districte de Santarém)                 | Bandera gironada de blanc i vermell amb l'escut de la ciutat al centre. |
| Bandera de Setúbal          |            | Setúbal (districte de Setúbal)                   | Bandera gironada de blanc i porpra amb l'escut de la ciutat al centre.  |
| Bandera de Viana do Castelo |            | Viana do Castelo (districte de Viana do Castelo) | Bandera gironada de groc i negre amb l'escut de la ciutat al centre.    |
| Bandera de Vila Real        |            | Vila Real (districte de Vila Real)               | Bandera gironada de blanc i verd amb l'escut de la ciutat al centre.    |
| Bandera de Viseu            |            | Viseu (districte de Viseu)                       | Bandera gironada de groc i vermell amb l'escut de la ciutat al centre.  |
| Bandera de Ponta Delgada    |            | Ponta Delgada (Regió Autònoma de les Açores)     | Bandera plana de groc amb l'escut de la ciutat al centre.               |
| Bandera de Funchal          |            | Funchal (Regió Autònoma de Madeira)              | Bandera gironada de groc i porpra amb l'escut de la ciutat al centre.   |

## Banderes personals
| Bandera                                  | Data          | Ús                                                | Descripció |
| ---------------------------------------- | ------------- | ------------------------------------------------- | --- |
| Bandera del president de la república    | 1911–avui dia | Bandera personal del President de la República    | Un camp verd amb l'escut de Portugal al centre. |
| Bandera de l'Assemblea de la república   | 2006–avui dia | Bandera de l'Assemblea de la República Portuguesa | Un camp blanc amb una bordura de verd i l'escut de Portugal al centre. |
| Bandera del Primer ministre              | 1972–avui dia | Bandera del Primer Ministre                       | Un camp blanc amb un sautor de verd i una bordura de vermell amb un patró daurat de fulles de llorer. Al centre l'escut de Portugal. |
| Bandera de ministre                      | 1911–avui dia | Bandera de Ministre                               | Mateixa bandera que la del Primer ministre però sense la bordura vermella. |
| Bandera del ministre de defensa nacional | 1952–avui dia | Bandera del Ministre de Defensa Nacional          | Camp blau marí amb cinc besants d'argent disposats en sautor, orla del mateix fil de plata, carregats de fulles de llorer daurades, fruits d'argent i cantonats amb dracs d'or enfrontats. Actualment és l'única bandera de les entitats estatals que no és una variant de la Bandera nacional. Proporcions 1:1. |
| Bandera del ministre de defensa nacional |               | Bandera del Cap d'Estat Major de la Marina        | Camp blanc amb una creu de sant Jordi verda, al quarter carrega una creu de l'Orde de Crist. |

#### Històriques
| Bandera                                        | Data      | Ús                                                     | Descripció |
| ---------------------------------------------- | --------- | ------------------------------------------------------ | --- |
| Bandera del President del Consell de ministres | 1952-1972 | Bandera del President del Consell de ministres         | Igual que la del Ministre de Defensa nacional, però cantonada amb els cinc escudets de l'escut de Portugal en un camp d'argent. Proporcions 1:1.                                                                                                   |
| Bandera del Ministre de marina                 | 1911-1974 | Bandera del Ministre de marina                         | Camp blanc amb una creu de sant Jordi de verd i l'escut nacional al centre. Com que el 1974 es va suprimir el càrrec de ministre de la Marina, la bandera no s'utilitza actualment.                                                                |
| Bandera del governador civil de districte      | 1911-2011 | Bandera del governador civil de districte              | Camp blanc amb una franja verda central i l'escut de Portugal. |
| Bandera del Ministre de Guerra                 | 1930-1974 | Bandera del Ministre de Guerra / Ministre de l'Exèrcit | Camp dividit verticalment en dues meitats, verda l'esquerra i vermella la dreta, amb cinc estels blancs disposades en pentàgon i mirant cap amunt. No utilitzada actualment, a causa de l'extinció del càrrec de ministre de l'Exèrcit l'any 1974. |

#### Estendards reials
| Bandera                             | Data       | Ús                                  | Descripció                                                               |
| ----------------------------------- | ---------- | ----------------------------------- | ------------------------------------------------------------------------ |
| Estendard de Pere V de Portugal     | 1853-1861  | Estendard de Pere V de Portugal     | Camp vermell amb l'escut al centre.                                      |
| Estendard de Pere IV de Portugal    | 1826       | Estendard de Pere IV de Portugal    | Camp vermell amb l'escut al centre envoltat de set castells d'or.        |
| Estendard de Joan V de Portugal     | 1706–1750  | Estendard de Joan V de Portugal     | Camp vermell amb l'escut al centre.                                      |
| Estendard de Pere II de Portugal    | 1683 -1706 | Estendard de Pere II de Portugal    | Camp verd amb l'escut al centre.                                         |
| Estendard de Joan IV de Portugal    | 1640-1656  | Estendard de Joan IV de Portugal    | Camp blau amb l'escut al centre.                                         |
| Estendard de Sebastià I de Portugal | 1557-1578  | Estendard de Sebastià I de Portugal | Camp carmí amb l'escut al centre.                                        |
| Estendard de Manuel I de Portugal   | 1495-1521  | Estendard de Manuel I de Portugal   | Camp dividit en sautor blanc i vermell amb l'esfera armil·lar al centre. |

## Militars
| Bandera                      | Data          | Ús                                   | Descripció |
| ---------------------------- | ------------- | ------------------------------------ | --- |
| Estendard nacional portuguès | 1911–avui dia | Estendard nacional (Forces Armandes) | Camp dividit verticalment en dues meitats, verda l'esquerra i vermella la dreta, amb l'escut al centre. De proporcions 1:1. |
| Bandera de proa              | 1911–avui dia | Bandera de proa                      | Camp vermell amb bordura de verd i l'escut de Portugal al centre.                                                           |

#### Històriques
| Bandera                           | Data        | Ús                                              | Descripció                                                                                              |
| --------------------------------- | ----------- | ----------------------------------------------- | --- |
| Bandera de Restauració portuguesa | c1640-c1668 | Bandera militar durant la Guerra de Restauració | Camp verd amb una creu de l'Orde de Crist (creu patent vermella carregada amb una creueta d'argent).    |
| Bandera de l'Ordre de Crist       | 1332-1651   | Bandera de l'Ordre de Crist                     | Camp blanc amb una creu de l'Orde de Crist.                                                             |
| Bandera de l'Ordre d'Avís         | s. XIV      | Bandera de l'Orde d'Avís                        | Camp blanc amb una creu de l'Orde d'Évora (creu florida).                                               |
| Bandera de sant Jordi             | s. XIV-XV   | Creu de Sant Jordi                              | Bandera utilitzada com a complement a l'estendard reial. Camp blanc amb la creu de sant Jordi vermella. |

## Banderes polítiques
| Bandera                                           | Data          | Ús                                             | Descripció                         |
| ------------------------------------------------- | ------------- | ---------------------------------------------- | ---------------------------------- |
|                                                   | 1974-avui dia | Partit Socialista                              | Bandera amb el logotip del partit. |
| Bandera del Partit Socialdemòcrata (Portugal)     | 1974-avui dia | Partit Socialdemòcrata                         | Bandera amb el logotip del partit. |
| Bandera del Partit Comunista Portuguès            | 1974-avui dia | Partit Comunista Portuguès                     | Bandera amb el logotip del partit. |
| Bandera del Partit Comunista Portuguès            | 1970-avui dia | Partit Comunista dels Treballadors Portuguesos | Bandera amb el logotip del partit. |
| Bandera del Partit Comunista Portuguès            | 1974-avui dia | Centre Democràtic Social/Partit Popular        | Bandera amb el logotip del partit. |
| Bandera del Partit Monàrquic Popular              | 1974-avui dia | Partit Monàrquic Popular                       | Bandera amb el logotip del partit. |
| Bandera de l'Aliança Obrera Camperola             | 1974-avui dia | Aliança Obrera Camperola                       | Bandera amb el logotip del partit. |
| Bandera del Bloc d'Esquerra                       | 1999-avui dia | Bloc d'Esquerra                                | Bandera amb el logotip del partit. |
| Bandera del Partit Laborista Portuguès            | 2009-avui dia | Partit Laborista Portuguès                     | Bandera amb el logotip del partit. |
| Bandera del Partit LIVRE                          | 2014-avui dia | LIVRE                                          | Bandera amb el logotip del partit. |
| Bandera del Partit Reaccionar, Incloure, Reciclar | 2019-avui dia | Reaccionar, Incloure, Reciclar                 | Bandera amb el logotip del partit. |

### Històriques
| Bandera                                                           | Data      | Ús                                                   | Descripció |
| ----------------------------------------------------------------- | --------- | ---------------------------------------------------- | --- |
| Bandera del Partit Comunista Portuguès (Reconstruït)              | 1981-1992 | Partit Comunista Portuguès (Reconstruït)             | Bandera amb el logotip del partit. |
| Bandera del Front Republicà i Socialista                          | 1980-1982 | Front Republicà i Socialista                         | Bandera amb el logotip del partit. |
| Bandera de l'Aliança Democràtica                                  | 1979-1983 | Aliança Democràtica                                  | Bandera amb el logotip del partit. |
| Bandera del Partit Socialista Revolucionari                       | 1979-1999 | Partit Socialista Revolucionari                      | Bandera amb el logotip del partit. |
| Bandera del Front d'Alliberament de les Açores                    | 1975      | Front d'Alliberament de les Açores                   | Antiga bandera monàrquica portuguesa (blanca i blava de l'Esperit Sant) amb un milà d'or al centre, símbol de les illes, i nou estrelles grogues sota d'ell, una per cadascuna de les illa de l'arxipèlag. |
| Bandera del Front d'Alliberament de l'Arxipèlag de Madeira        | 1975-1978 | Front d'Alliberament de l'Arxipèlag de Madeira       | Bandera de Madeira amb els quatre escuts de Portugal disposats en creu al centre. |
| Bandera del Moviment d'Esquerra Socialista                        | 1974-1981 | Moviment d'Esquerra Socialista                       | Bandera amb el logotip del partit. |
| Bandera de la Unió Democràtica Popular                            | 1974-2005 | Unió Democràtica Popular                             | Bandera amb el logotip del partit. |
| Bandera de l'Organització Comunista Marxista-Leninista Portuguesa | 1973-1988 | Organització Comunista Marxista-Leninista Portuguesa | Bandera amb el logotip del partit. |
| Bandera del Moviment Democràtic Portuguès                         | 1969-1994 | Moviment Democràtic Portuguès                        | Bandera amb el logotip del partit. |
| Bandera de la Legió Portuguesa                                    | 1936-1974 | Legió Portuguesa                                     | Bandera quadrada de camp blanc i bordura verda amb la creu de l'Ordre d'Avís al centre. |
| Bandera de la Mocidade Portuguesa                                 | 1936-1974 | Mocidade Portuguesa                                  | Bandera quadrada amb l'escut introduït pel rei Joan I de Portugal, camp blanc amb cinc escuts blaus carregats de cinc besants d'argent disposats en creu, de costat i apuntant cap el centre. Bordura vermella amb les quatre puntes florides de la creu de l'Ordre d'Avís i dotze castells de frontera disposats tres a cada cantonada. |
| Bandera de la Mocidade Portuguesa Femenina                        | 1936-1974 | Mocidade Portuguesa Femenina                         | Mateixa bandera que l'anterior però disposada de cairó, és a dir, recolzada sobre un dels angles. |
| Bandera de l'Exposició Mundial Portuguesa                         | 1940      | Exposició Mundial Portuguesa                         | Bandera quadrada amb vora verda, creu de l'Orde de Crist en vermell i blanc i al mig una creu en blau. |
| Bandera del Moviment Nacional-Sindicalista                        | 1932-1934 | Moviment Nacional-Sindicalista                       | Bandera de camp blau amb un cercle blanc que conté la creu de l'Orde de Crist en vermell i blanc. |
| Bandera d'Unió Nacional                                           | 1930-1970 | Unió Nacional                                        | Bandera quadrada de camp blanc i bordura blava, quatre escuts de Portugal també blaus disposats en creu al centre. |

## Companyies Navilieres

### Històriques
| Bandera                                       | Data      | Ús                              | Descripció |
| --------------------------------------------- | --------- | ------------------------------- | --- |
| Bandera de la Companyia de Guinea             | 1443-1503 | Companyia de Guinea             | Bandera de camp blanc amb una creu llatina potençada en verd.                                                                   |
| Bandera de la Companyia de Navegació Colonial | 1922-1974 | Companyia de Navegació Colonial | Bandera dividida en tres franges horitzontals verda-blanca-verda. A la franja central porta les sigles de la companyia en verd. |